# Sebastian Curtius

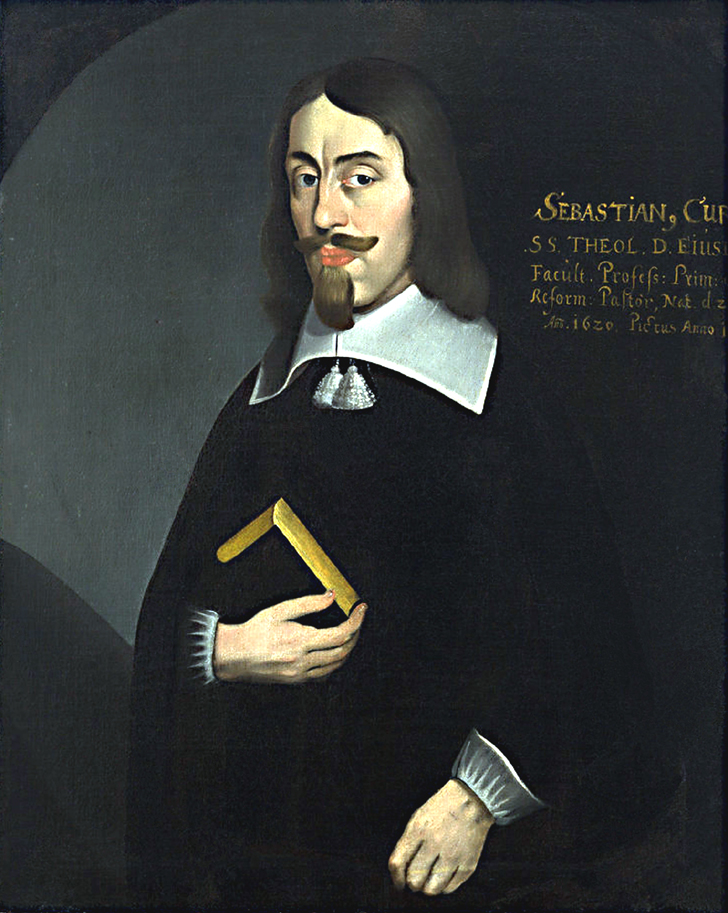
Sebastian Curtius

Sebastian Curtius (* 22. November 1620 in Kassel als Sebastian Kurtz; † 30. Mai 1684 in Marburg) war ein deutscher reformierter Theologe, Geistlicher und Hochschullehrer.

## Leben
Curtius besuchte das Kasseler Pädagogium, anschließend die Universität Kassel, schlug die Laufbahn eines Geistlichen ein und wurde 1639 Candidatus ministerii in Kassel. 1640 verließ er seine Heimatstadt zum weiteren Studium an den Universitäten Marburg und Straßburg. Von dort ging er über Zürich an die Universität Basel, an der er 1643 das Studium aufnahm. Nach weiteren Stationen 1644 in Leiden, in Genf, und einer Reise durch Frankreich wurde er am 17. November 1645 an der Basler Universität zum Dr. theol. promoviert.
Curtius wurde 1647 zunächst hessischer Generalstabsprediger am Rhein, folgte jedoch zum 1. September 1647 einem Ruf als Professor der Hebräischen Sprache an die Universität Kassel. Daneben bekam er zum 1. Oktober 1647 das Rektoramt an der Stadtschule in Kassel übertragen und außerdem war er Ephorus der Hochschule. Als die Universitäten von Marburg und Kassel wieder zusammengeführt wurden und der Standort in Kassel geschlossen, erhielt Curtius zum 16. Juni 1653 die zweite ordentliche Professur der Theologie in Marburg. Zudem wurde er Pfarrer der reformierten Gemeinde sowie Stipendiatenephorus der Marburger Stipendiatenanstalt.
Curtius stieg 1661 zum ersten Professor der Theologie auf, legte das Stipentiatenephorat nieder, nahm am Kassler Religionsgespräch teil und war Rektor der Marburger Universität. Das Rektorenamt hatte er außerdem 1659 und 1683 inne. In den Jahren 1668, 1671, 1673, 1679 und 1683 war er Dekan der Theologischen Fakultät und 1673 Deputierter der Universität Marburg auf dem Landtag in Kassel.

## Werke (Auswahl)
- Radices linguae sanctae Hebraeae biblicis moralibus sententiis adagiis..., Schadewitz, Kassel 1649.
- Kleiner JudenCatechismus. Das ist: Christlicher Bericht von dem Messia..., Schadewitz, Kassel 1650.
- Compendium theologiae christianae, Marburg 1665.